# Heidi Kabel
Heidi Bertha Auguste Kabel (Hamburg, 27 augustus 1914 – aldaar, 15 juni 2010) was een Duitse actrice en zangeres. Zij werd 95 jaar oud.

## Jeugd
Heidi Kabel werd geboren in Hamburg, tegenover het Ohnsorg-theater. Haar vader was eigenaar van een drukkerij en tijdelijk voorzitter van de vereniging Geborene Hamburger. Zijn bedrijven Kabel Druck en Kabel-verlag bestaan tegenwoordig nog. Haar moeder was huisvrouw. Ze zou eigenlijk concertpianiste worden, maar daarvoor was ze niet getalenteerd genoeg. In 1932 werd ze door een vriendin begeleid voor een stemtest bij de Niederdeutsche Bühne Hamburg, het huidige Ohnsorg-Theater. Daar werden stukken opgevoerd in het Platduitse dialect. Daar werd ze ook ontdekt en kreeg ze van de oprichter Richard Ohnsorg haar eerste verbintenis in het stuk Ralves Carstens. Ze volgde toneelonderricht bij de Ohnsorg-acteurs Käte Alving en Hans Langmaack. 

## Carrière als actrice
In 1937 trouwde ze met haar collega Hans Mahler, die in 1949 Rudolf Beiswanger opvolgde als leider van het Ohnsorg-Theater en grote invloed had op de rollen van zijn echtgenote. Sinds 1954 kreeg ze door de tv-uitzendingen van de in Platduits uitgevoerde stukken grote bekendheid in het Duitstalige gebied.
Zoals alle Ohnsorg-artiesten was ze ook hoorspelspreekster bij de NWDR en bij de latere NDR. Daarbij hoorde ook de uitzending Neues aus Waldhagen, die in de vorm van korte hoorspelen tussen 1955 en 1985 in het kader van een schoolradioprogramma werd uitgezonden. Tijdens oudejaarsavond 1998 nam de inmiddels 84-jarige Heidi Kabel afscheid van het podium met een opvoering van het stuk Mein ehrlicher Tag in het Hamburger congrescentrum CCH. In 2003 verslechterde zich haar gezondheid, waarop ze zich terugtrok in een seniorenresidentie in Hamburg-Othmarschen. Ofschoon ze zich sinds 2002 steeds meer uit de openbaarheid teruggetrokken had, aanvaardde ze in 2006 een kleine rol, samen met haar dochter Heidi Mahler, in de verfilming Hände weg von Mississippi van Detlev Buck. Ze stond meer dan 66 jaar op het podium, haar acteurscarrière omvatte in totaal 75 jaar.

## Carrière als zangeres
Heidi Kabel genoot ook als zangeres bekendheid door haar geluidsdragers met meestal Hamburgse liederen, waaronder Hammonia – Mein Hamburg, ich liebe dich, In Hamburg sagt man Tschüß, An de Eck steiht'n Jung mit'n Trudelband, Hamburg ist ein Schönes Städtchen, Tratschen, das tuh ich nicht, Der Junge von St. Pauli, Kleine Möwe flieg nach Helgoland en Ich bin die Oma aus dem Internet. Ook in de jaren 1990 trad ze nog regelmatig op als zangeres en entertainer, bijvoorbeeld in het Theater Madame Lothár in Bremen, waar ze bovendien in juni 2002 bij een galashow ter gelegenheid van haar zeventigjarig theaterjubileum een van haar laatste optredens had.

## Sociaal leven
Heidi Kabel was eveneens bekend voor haar bijzonder sociale betrokkenheid. In 1992 hield ze in de Hamburgse haven een inzamelingsactie voor de Aktion Sorgenkind. In 1994 richtte ze zich met een petitie tot de Hamburgse senaat om deze op het lot van een met uitzetting bedreigde Joegoslavische familie van oorlogsvluchtelingen opmerkzaam te maken. Ze ondersteunde ook Hamburgse daklozenprojecten, het weeshuis van St. Pauli en de Vereniging van Vrienden van het Dierenpark Hagenbeck.

## Privéleven en overlijden
In 1937 trouwde ze met haar collega Hans Mahler, uit welk huwelijk drie kinderen voortkwamen. Haar dochter Heidi Mahler werd eveneens actrice bij het Ohnsorg-theater. Ze overleed op 15 juni 2010 in de leeftijd van 95 jaar aan ouderdomszwakte. De rouwdienst in de St. Michaeliskerk in Hamburg werd door de NDR uitgezonden. Heidi Kabel werd bijgezet op het kerkhof Nienstedtener Friedhof naast haar echtgenoot. Op de grafsteen prijkt de Platduitse inschrift To't Leben hört de Dood.

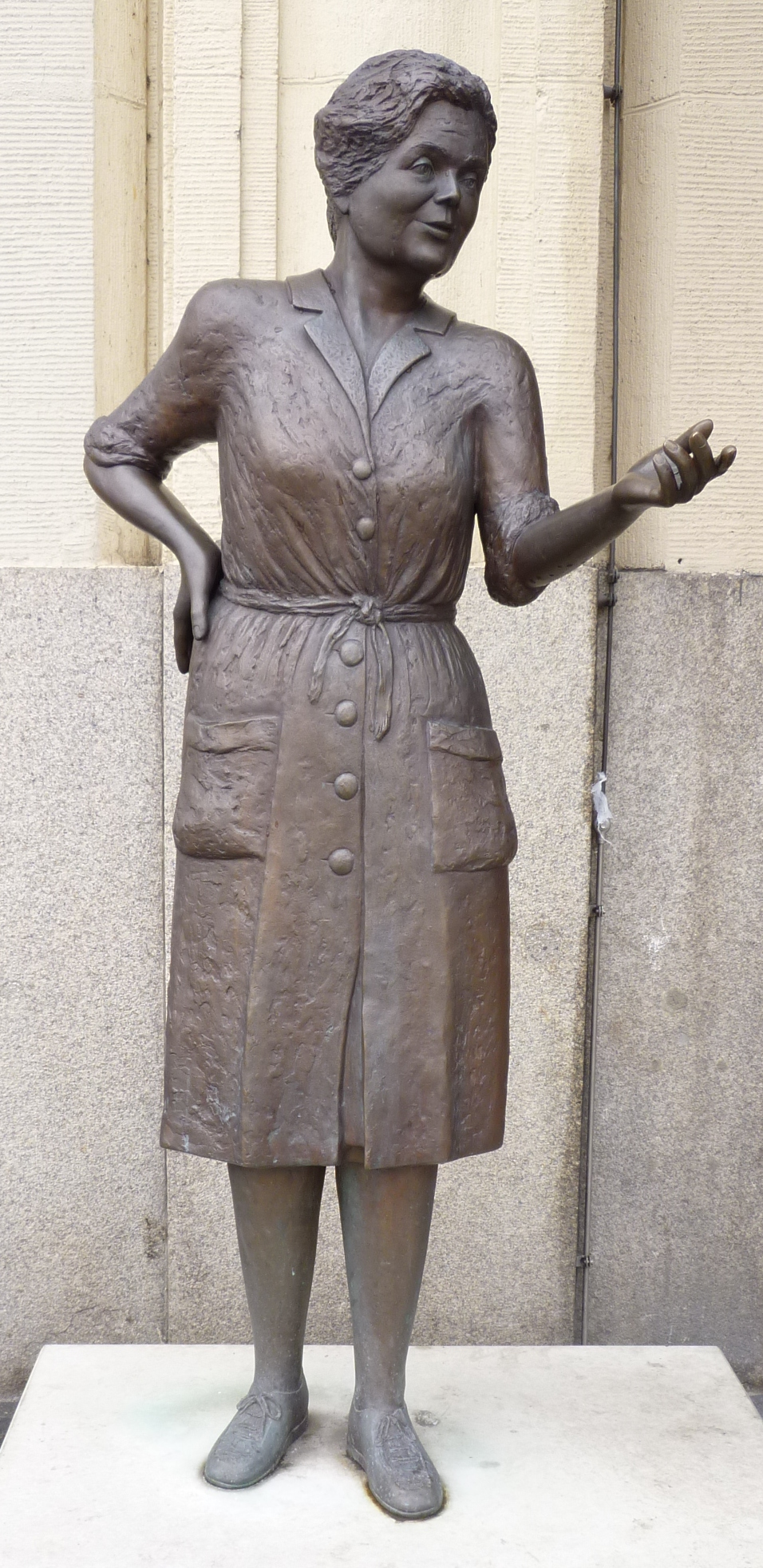
Standbeeld bij het theater

Op 4 september 2011 werd op het Hachmannplein een levensgroot bronzen standbeeld van Heidi Kabel feestelijk ingewijd. De kunstenares was Inka Uzoma. Tegelijkertijd werd een gedeelte van het plein voor de nieuwe speellokatie van het Ohnsorg-Theater omgedoopt naar Heidi-Kabel-Platz, zodat het Ohnsorg-Theater nu als adres Heidi-Kabel-Platz 1 heeft. Ter gelegenheid van haar 100e verjaardag wijdde de NDR een 45 minuten durende uitzending aan Heidi Kabel, met de artiesten Ina Müller en Hella von Sinnen.

## Onderscheidingen
- 1967: Goldener Bildschirm
- 1972: Goldener Bildschirm
- 1975: Goldene Europa
- 1981: Bürgermeister-Stolten-Medaille voor kunst en wetenschap, Hamburg
- 1982: Silberne Maske der Hamburger Volksbühne
- 1983: Richard-Ohnsorg-Preis
- 1985: Biermann-Ratjen-Medaille, Hamburg
- 1985: Goldene Kamera voor haar werk in het Ohnsorg-Theater
- 1986: Silbernes Blatt der Dramatiker-Union
- 1986: Ehren-Schleusenwärter
- 1989: Bambi
- 1989: Eremedaille voor kunst en wetenschap, Hamburg
- 1989: Hermann-Löns-Medaille in platina voor bijzondere verdiensten voor de volksmuziek
- 1990: Bambi
- 1992: Ohnsorg-Verdienstmedaille
- 1993: Edelweiß van het tijdschrift Frau im Spiegel
- 1994: Erecommissaris van de Hamburgse politie
- 1997: Erelidmaatschap bij de Hamburger Volksbühne
- 2004: Erelidmaatschap van het Ohnsorg-Theater
- 2004: Bambi

## Theaterrollen
Heidi Kabel had in meer dan 250 Platduitse stukken meegespeeld. Hieronder een selectie van de stukken, die ook door de televisie werden uitgezonden:
- 1954: Seine Majestät Gustav Krause (met Walter Scherau en Otto Lüthje – 1. tv-uitzending vanuit het Ohnsorg-Theater)
- 1955: Das Herrschaftskind
- 1961: Ein Mann mit Charakter
- 1962: Tratsch im Treppenhaus (met Henry Vahl)
- 1962: Der Bürgermeisterstuhl
- 1963: Vater Philipp
- 1964: Die Kartenlegerin
- 1966: Kein Auskommen mit dem Einkommen
- 1966: Tratsch im Treppenhaus
- 1968: Die Kartenlegerin
- 1968: Verteufelte Zeiten (met Henry Vahl)
- 1969: Schneider Nörig (met Henry Vahl)
- 1969: Ein Mann mit Charakter
- 1969: Der Bürgermeisterstuhl (met Henry Vahl)
- 1970: Trautes Heim
- 1971: Mein Mann, der fährt zur See (met Henry Vahl)
- 1971: Der möblierte Herr (met Henry Vahl)
- 1972: Das Herrschaftskind
- 1972: Zwei Engel
- 1973: Brand-Stiftung
- 1973: Vier Frauen um Kray
- 1973: Rund um Kap Hoorn (Eine lustige Küstenfahrt)
- 1974: Der schönste Mann von der Reeperbahn (musical)
- 1974: Tratsch im Treppenhaus
- 1974: Für die Katz
- 1975: Frau Pieper lebt gefährlich
- 1975: Der Weiberhof
- 1975: Mutter Griepsch mischt mit
- 1976: Frauen an Bord
- 1976: Die Chefin
- 1976: Wenn der Hahn kräht
- 1977: Die Venus von Müggensack
- 1977: Mudder Mews
- 1978: Willems Vermächtnis
- 1978: Wenn Du Geld hast
- 1979: Ein Mann mit Charakter
- 1980: Lotte spielt Lotto
- 1981: Kollege Generaldirektor
- 1981: Das Kuckucksei
- 1981: Mutter ist die Beste
- 1982: Die Kartenlegerin
- 1982: Verteufelte Zeiten
- 1983: Der Lorbeerkranz
- 1983: Gute Nacht, Frau Engel
- 1986: Der Trauschein
- 1988: Wenn du Geld hast
- 1989: Ein Mann ist kein Mann
- 1989: Der Bürgermeisterstuhl
- 1993: Manda Voss wird 106
- 1995: Die Brandstiftung
- 1997: Mein ehrlicher Tag
- 1997: Frau Sperlings Raritätenladen

Een selectie van de stukken, die niet werden uitgezonden door de televisie:
- Ralves Carstens (1932)
- Die Königin von Honolulu
- Keine Leiche ohne Lilly
- Oh diese Eltern
- Rummelplatzgeschichten

## Filmografie
- 1938: Ein Mädchen geht an Land
- 1955: Verlorene Söhne (tv-productie)
- 1958: Das Mädchen mit den Katzenaugen
- 1960: Wenn die Heide blüht
- 1963: Hafenpolizei (tv-serie) – Der blaue Brief
- 1964: Schwarzer Peter (tv-productie)
- 1968: Otto und die nackte Welle
- 1969: Auf der Reeperbahn nachts um halb eins
- 1969: Klein Erna auf dem Jungfernstieg
- 1970: Hei-Wi-Tip-Top (tv-serie)
- 1970–1973: Haifischbar (tv-serie, Heidi Kabel in 3 afleveringen)
- 1971: Zwanzig Mädchen und die Pauker: Heute steht die Penne kopf
- 1971–1973: Kleinstadtbahnhof (tv-serie)
- 1972: Grün ist die Heide
- 1977: Kabillowitsch (tv-serie)
- 1985: ...Erbin sein – dagegen sehr
- 1985/1986: Der Sonne entgegen (tv-serie)
- 1986–1987: Tante Tilly (tv-serie)
- 1988: Tatort: Pleitegeier
- 1990–1993: Heidi und Erni (tv-serie)
- 1990: Die große Freiheit (tv-serie)
- 1991: Großstadtrevier, aflevering: Katzenjani (tv-serie)
- 1992/1994: Mutter und Söhne (tv-productie)
- 1994: Heimatgeschichten (tv-serie)
- 2003: Die Kinder vom Alstertal, aflevering: Der große Knall (tv-serie)
- 2007: Hände weg von Mississippi

## Hoorspelen
- 1946: Stratenmusik – regie: Curt Becker
- 1949: Silvester oder Bullenkopp un Stint – regie: Hans Freundt
- 1950: Swienskomödi – regie: Hans Freundt
- 1950: Dat Düvel Maskenspill – regie: Hans Freundt
- 1950: Till Ulenspegel – regie: Hans Freundt
- 1950: De Schapschur – regie: Hans Freundt
- 1950: Oprümen – regie: Hans Freundt
- 1950: Mudder Mews – regie: Hans Freundt
- 1950: Lünkenlarm – regie: Hans Freundt
- 1950: Engel Kirk – regie: Hans Freundt
- 1950: Du – Auteur en spreker: Rudolf Beiswanger – regie: Hans Freundt
- 1950: Johannes Brahms – regie: Hans Freundt
- 1951: Mien lütt Dörp – Auteur en regie: Werner Perrey
- 1951: Thies un Ose – regie: Hans Freundt
- 1951: Versteeken spelen – regie: Hans Freundt
- 1951: De dütsche Michel – regie: Hans Freundt
- 1951: Ünner een Dack – regie: Hans Freundt
- 1951: Alltomal Sünner – regie: Werner Perrey
- 1951: De Fundunnerslagung – regie: Werner Perrey
- 1951: De Ehestiftung – regie: Hans Freundt
- 1951: Kristoffer Kolumbus – regie: Hans Freundt
- 1951: Wenn dat man good geiht – regie: Hans Freundt
- 1951: Snaaksche Wienachten – regie: Hans Freundt
- 1951: Krut gegen den Dood – regie: Hans Freundt
- 1951: Dat plattdütsche Krüppenspäl – regie: Hans Freundt
- 1951: Twüschen Wihnachten un Niejaar – regie: Hans Freundt
- 1952: Heimotluft – regie: Hans Freundt
- 1952: Schenkt ward di nix! – regie: Hans Freundt
- 1952: De Landfeend op Helgoland – regie: Werner Perrey
- 1952: As de Minschen – regie: Hans Freundt
- 1952: An'n Dood vörbi – regie: Werner Perrey
- 1952: Ut de Franzosentid – regie: Hans Freundt
- 1952: Lütt Seelken – Autor und regie: Werner Perrey
- 1952: De Pott is twei (Nederduitse versie van Der zerbrochne Krug van Heinrich von     Kleist) – regie: Hans Freundt
- 1952: Allns üm de Deern – regie: Hans Freundt
- 1952: In Luv und Lee die Liebe – regie: Hans Freundt
- 1952: Pott un Pann – regie: Nicht bekannt
- 1952: De Pannkokenjung – regie: Hans Freundt
- 1952: De grote Krink – regie: Hans Freundt
- 1952: Leewen Beseuk – regie: Hans Freundt
- 1952: Das Gericht zieht sich zur Beratung zurück (aflevering: Der weiße Magier) – regie: Gerd Fricke
- 1953: Dat verkennte Genie – regie: Hans Freundt
- 1953: Finkwarder – regie: Hans Freundt
- 1953: De anner Weg – regie: Günter Jansen
- 1953: Rungholt – Schicksalstag der Stadt am Meer – regie: Günter Jansen
- 1953: Wenn de Maan schient – regie: Günter Jansen
- 1953: De letzte Feihde – regie: Günter Jansen
- 1953: Sünnros – regie: Hans Tügel
- 1953: Nu kümmt de Storm – regie: Günter Jansen
- 1953: Vertruun – regie: Günter Jansen
- 1953: Betty geiht en eegen Weg – regie: Günter Jansen
- 1953: Een Deern as Wibeke – regie: Günter Jansen
- 1953: Gott sien Speelmann – regie: Hans Tügel
- 1953: De Faart na't witte Aland – regie: Hans Tügel
- 1953: Alltomal Sünner – regie: Werner Perrey
- 1954: In flagranti – regie: Günter Jansen
- 1954: Hein Mahrt – regie: Hans Tügel
- 1954: Greta – regie: Günter Jansen
- 1954: Holländisch-niederdeutsche Stunde: Zwei Kurzhörspiele: De Spööktiger en Seemannsleven – regie: Hans Tügel
- 1954: Friekamen – regie:  Günter Jansen
- 1954: Stine maakt Nachtschicht – regie: Günter Jansen
- 1954: Meist as ehr Mudder – regie: Hans Tügel
- 1954: De Bloatsbroder – regie: Günter Jansen
- 1954: Nebel – regie: Günter Jansen
- 1954: Ostenwind – regie: Günter Jansen
- 1954: Dat Hart is klöker – regie: Hans Tügel
- 1955: Driewsand – regie: Hans Tügel
- 1955: De swatte Hex – regie: Günter Jansen
- 1955: Uwe un Ebba – regie: Günter Jansen
- 1955: De frömde Fro – regie: Hans Tügel
- 1955: De söbensinnige Möller – regie: Hans Tügel
- 1955: Asmus Karsten söcht en niege Heimat – regie: Hans Tügel
- 1955: De ole Schoolmester – regie: Günter Jansen
- voor 1956: Cili Cohrs – regie: Günter Jansen
- 1956: Modder ehr oll Geethann – regie: Günter Jansen
- 1956: Kann dat angohn – regie: Günter Jansen
- 1956: Den Düwel sin Aflegger – regie: Günter Jansen
- 1956: Fritz Stavenhagen – regie: Hans Tügel
- 1956: Äwer de Grenz – regie: Günter Jansen
- 1956: De vun'n Weg afkümmt – regie: Hans Tügel
- 1956: Stratenmusik – regie: Hans Tügel
- 1956: De Stern achter de Wulken – regie: Günter Jansen
- 1957: Kaspar Troll – regie: Hans Tügel
- 1958: De Doden sünd dod – regie: Hans Tügel
- 1958: Recht mutt Recht blieven – regie: Hans Tügel
- 1959: Dat Licht – regie: Hans Tügel
- 1959: De Geburtsdagsgav – regie: Hartwig Sievers
- 1959: Vun den Padd af – regie: Hans Tügel
- 1959: Abelke Bleken, de Hex vun Ossenwarder – regie: Hans Tügel
- 1959: Allens blots Schören (Scherben) – regie: Hans Tügel
- 1959: Gott sien Speelmann – regie: Hans Tügel
- 1959: De Börgermeister vun Lütten-Bramdörp – regie: Hans Mahler
- 1960: Ose von Sylt – regie: Gustav Burmester
- 1960: Up eegen Fust – auteur en regie: Hans Mahler
- 1961: De Fährkrog
- 1961: Besök in de Vergangenheit - regie: Otto Lüthje
- 1961: De achter uns steiht – regie: Hans Tügel
- 1962: Carsten Curator – regie: Hans Mahler
- 1962: Fischernetten – regie: Günther Siegmund
- 1962: Dat letzt vull Glas – regie: Hans Tügel
- 1962: Nich dat Geld alleen – regie: Friedrich Schütter
- 1963: De Püjazz – regie: Hans Mahler
- 1963: De Soot – regie: Friedrich Schütter
- 1963: Duppelt Spill – regie: Rudolf Beiswanger
- 1964: Reinke de Voss – regie: Friedrich Schütter
- 1964: Dat gefährliche Öller – regie: Rudolf Beiswanger
- 1965: De sanfte Liese – regie: Hermann Lenschau
- 1965: Dat Sofaküssen – regie: Günther Siegmund
- 1965: De Dörpdokter – regie: Rudolf Beiswanger
- 2000: Zwei Ameisen reisen nach Australien – regie: Jörgpeter Ahlers

- Gemeinsame Normdatei: 11855901X
- International Standard Name Identifier: 0000 0001 1452 3062
- Library of Congress Control Number: n80068244
- MusicBrainz: 989eeaff-0b62-4a33-9ae5-d5282f8b74d2
- Nationale bibliotheek van Australië: 36277521
- Nederlandse Thesaurus van Auteursnamen: 085024260
- Système universitaire de documentation: 081807104
- Trove: 1241196
- Virtual International Authority File: 94521984
- WorldCat: E39PBJmDmVjdb6mf8M7wxKFYfq